# Pinard (compositeur)
Pour les articles homonymes, voir Pinard.
Pinard est un compositeur français, actif dans le dernier quart du XVIIe siècle.

## Biographie
Malgré une production relativement abondante, l’identité de ce compositeur est restée pour l’instant imperméable à toute recherche biographique. Il semble avoir été un familier d’Henriette de Coligny de La Suze. Comme celle-ci meurt en 1673, année de la parution de son premier livre d'airs, il a peut-être dû chercher d'autres protecteurs.

## Œuvres

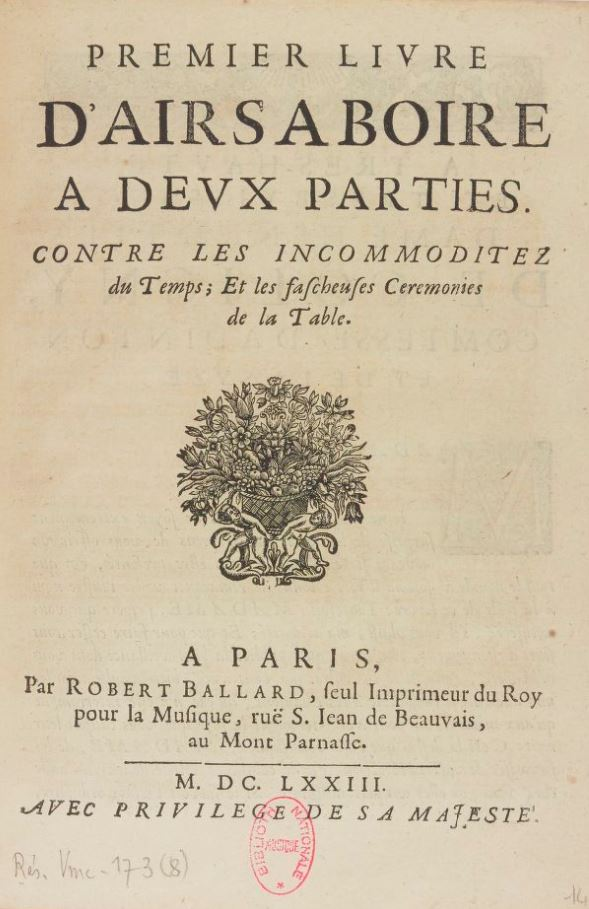
Pinard - Premier livre d'airs, 1673. (c) Gallica.

De Pinard on a exclusivement des airs à boire ou à danser. Ses publications sont toutes anonymes ; toutefois l’auteur est dévoilé dans l’inventaire de la bibliothèque des Ballard : « 3 differens livres d’airs à 1. 2. et 3. P. par M. Pinard imprimés en 1673, 1685 et 1687 ».
- [Pinard], Premier livre d'airs à boire à deux parties, contre les incommoditez du temps, et les fascheuses ceremonies de la table. – Paris, Robert III Ballard [en fait Christophe Ballard], 1673. ¶ 1 vol. 4°, mus.

RISM 16732, Guillo 2003 n° 1673-B (avec le dépouillement). Numérisé sur Gallica.
Épître dédicatoire signée P... à Henriette de Coligny de La Suze. Pièce « à M. P. » sur ses chansons contre les abus de la table.
Contient 24 airs, à 1 v., 1 v. et bc ou 2 v., dont les six premiers sont signés Le Maire, deux de Bertrand de Bacilly, un de J. Sicard et un de Pierre Méliton.
- [Pinard], Second livre d'airs à boire à II et III parties, avec la basse-continue, et des récits de basse dont les paroles & le chant sont du mesme autheur. – Paris : Christophe Ballard, 1685 [ou 1686]. 1 vol. 4°, mus.

RISM AN 1559 et 1560. Numérisé sur Gallica.
Édition tirée sous deux dates (1685 et 1686). Contient 20 airs ou récits.
- [Pinard], Troisième livre d'airs à boire à II et III parties, avec la basse-continue, des récits de basse et quelques chansons. Dont les paroles & le chant sont du mesme autheur. – Paris : Christophe Ballard, 1687. 1 vol. 4°, mus.

RISM AN 1561. Numérisé sur Gallica.
Contient 21 récits ou airs.
- [Pinard]. Premier livre de chansons à danser, par M **** [1 v.]. – Paris : Christophe Ballard, 1694 [sic pour M.DC.XCXIV]. 1 vol. 8°, mus.

RISM IN 174. Sur l’exemplaire de Londres, le nom du compositeur est porté à l’encre, d’une main ancienne.
Ce volume est réémis en 1699 dans un Recueil de différens livres de chansons pour boire et pour danser.